# Elaphandra retroflexa
Elaphandra retroflexa là một loài thực vật có hoa thuộc họ Asteraceae.
Nó chỉ được tìm thấy ở Ecuador.
Môi trường sống tự nhiên của nó là các khu rừng khô nhiệt đới hoặc cận nhiệt đới.
Nó bị đe dọa do mất môi trường sống.